# Graham Crowden
Clement Graham Crowden (Edimburgo, 30 novembre 1922 – Edimburgo, 19 ottobre 2010) è stato un attore britannico.

## Biografia
Iniziò la sua carriera nel 1950 e continuò fino a qualche anno prima della sua morte, interpretando oltre 150 ruoli; al cinema è noto per aver recitato in La mia Africa con Meryl Streep.
Nel 1952 sposò l'attrice Phyllida Hewat, con cui rimase fino alla morte. Ebbero quattro figli, tra cui Sarah, anch'essa attrice.
Morì nel 2010, a 87 anni, dopo una breve malattia.

## Filmografia parziale

### Cinema
- Morgan matto da legare (Morgan: A Suitable Case for Treatment), regia di Karel Reisz (1966)
- Quel maledetto ispettore Novak (The File of the Golden Goose), regia di Sam Wanamaker (1969)
- The Virgin Soldiers, regia di John Dexter (1969)
- Leone l'ultimo (Leo the Last), regia di John Boorman (1970)
- Il complesso del trapianto (Percy), regia di Ralph Thomas (1971)
- A tu per tu con una ragazza scomoda (Something to Hide), regia di Alastair Reid (1972)
- La classe dirigente (The Ruling Class), regia di Peter Medak (1972)
- Il meraviglioso Mr. Blunden (The Amazing Mr. Blunden), regia di Lionel Jeffries (1972)
- O Lucky Man!, regia di Lindsay Anderson (1973)
- Alfa e omega, il principio della fine (The Final Programme), regia di Robert Fuest (1973)
- La rinuncia (The Abdication), regia di Anthony Harvey (1974)
- Il piccolo principe (The Little Prince), regia di Stanley Donen (1974)
- Solo per i tuoi occhi (For Your Eyes Only), regia di John Glen (1981)
- Britannia Hospital, regia di Lindsay Anderson (1982)
- In compagnia dei lupi (The Company of Wolves), regia di Neil Jordan (1984)
- La mia Africa (Out of Africa), regia di Sydney Pollack (1985)
- Il matrimonio di Lady Brenda (A Handful of Dust), regia di Charles Sturridge (1988)
- Possession - Una storia romantica (Possession), regia di Neil LaBute (2002)

### Televisione
- Robin Hood (The Adventures of Robin Hood) – serie TV, episodio 2x15 (1957)
- Missione segreta (Espionage) – serie TV, episodio 1x17 (1964)
- L'ispettore Barnaby (Midsomer Murders) – serie TV, episodio 5x03 (2002)

## Doppiatori italiani
- Sandro Pellegrini in In compagnia dei lupi
- Gianfranco Bellini in La mia Africa
- Gianni Musy in Possession - Una storia romantica